# Ben Saunders (vechter)
Ben Saunders (Fort Lauderdale, 13 april 1983) is een Amerikaans MMA-vechter die uitkomt in de klasse weltergewicht (tot 77 kilo). Hij was actief binnen onder meer de UFC en Bellator.

## Carrière
Saunders leerde als kind karate van zijn oudere broer Jacob en later ook Tang Soo Do van een vriendje. Hij begon op zijn veertiende met trainingen Jeet Kune Do. Daarnaast oefende hij op school technieken met leden van het worstelteam. Hij besloot op zijn achttiende om te gaan voor een profcarrière als vechtsporter.

### UFC (eerste periode)
Saunders debuteerde in 2004 in het professionele MMA in een wedstrijd tegen Crafton Wallace, die onbeslist bleef. Dat gebeurde ook in zijn volgende partij, tegen Diego Lionel Visotzky. Zijn volgende vier wedstrijden besliste hij alle vier voortijdig door middel van verwurging, knock-out (KO), technisch knock-out (TKO) en een armklem. Saunders werd in 2007 geselecteerd voor deelname aan het televisieprogramma The Ultimate Fighter.. Dit resulteerde voor hem in een contract bij de UFC. Hij debuteerde in december 2007 voor deze organisatie met een overwinning op Dan Barrera (unanieme jurybeslissing). Saunders vocht van 2007 tot en met 2010 zeven partijen binnen de UFC. Nadat hij er drie van de laatste vier verloor, liet de organisatie hem vertrekken.

### Bellator
Saunders vocht vervolgens één wedstrijd voor World Extreme Fighting, waarna hij een contract kreeg bij Bellator. Hij debuteerde hiervoor in april 2011 met een overwinning op Matt Lee (TKO). Daarna werd hij een van de acht deelnemers aan het weltergewicht-toernooi, dat zou bepalen wie de op dat moment vacante Bellator-titel in die gewichtsklasse verdiende. Hij bereikte de finale, maar ging daarin KO tegen Douglas Lima. Saunders nam ook in 2012 en 2013 deel aan dit toernooi en bereikte in laatstgenoemde editie nogmaals de finale. Hierin verloor hij opnieuw middels een KO van Lima.

### UFC (tweede periode)
Saunders keerde in 2014 terug bij de UFC. Hier begon hij opnieuw met drie overwinningen op rij, op Chris Heatherly (armklem), Joe Riggs (TKO) en Kenny Robertson (jurybeslissing). Patrick Côté stopte zijn zegereeks (TKO). Daarna boekte hij gemengde resultaten. Na twee overwinningen, leed hij net zoveel nederlagen. Hij revancheerde zich daarna met een zege op Jake Ellenberger, om van september 2018 tot en met december 2019 vier keer op rij te verliezen.